# Prócoro
Prócoro (siglo I) fue, según el libro de los Hechos de los Apóstoles 6:5, uno de los siete diáconos de la Iglesia de Jerusalén, compañero de Esteban, el protomártir. Su origen fue probablemente helénico. Una tradición más tardía lo asoció con el grupo de los setenta y dos discípulos seguidores de Jesús de Nazaret, mientras que algunos escritos apócrifos lo vincularon con Juan el Apóstol. Se habría desempeñado como obispo de Nicomedia, en Bitinia, para finalmente sufrir el martirio por la fe en Jesucristo en Antioquía.

## Prócoro en el Nuevo Testamento
El nombre «Prócoro» proviene del griego, Προχορος (Prochoros), y luego del latín, Prochorus, y significa «el que preside el coro» o también «el que prospera».
Prócoro fue, según un texto neotestamentario, uno de los siete diáconos de la Iglesia de Jerusalén, constituidos como tales por los apóstoles. El libro de los Hechos de los Apóstoles, datado de 60-70 d. C., lo sitúa como uno de los cristianos de origen helénico, a quienes la primera comunidad de Jerusalén consagra para el servicio material de la comunidad, ejemplificado en la atención de las mesas y de las viudas.

Por aquellos días, al multiplicarse los discípulos, hubo quejas de los helenistas contra los hebreos, porque sus viudas eran desatendidas en la asistencia cotidiana. Los Doce convocaron la asamblea de los discípulos y dijeron: «No parece bien que nosotros abandonemos la Palabra de Dios por servir a las mesas. Por tanto, hermanos, buscad de entre vosotros a siete hombres, de buena fama, llenos de Espíritu y de sabiduría, y los pondremos al frente de este cargo; mientras que nosotros nos dedicaremos a la oración y al ministerio de la Palabra.» Pareció bien la propuesta a toda la asamblea y escogieron a Esteban, hombre lleno de fe y de Espíritu Santo, a Felipe, a Prócoro, a Nicanor, a Timón, a Pármenas y a Nicolás, prosélito de Antioquía; los presentaron a los apóstoles y, habiendo hecho oración, les impusieron las manos.
Hechos de los Apóstoles 6:1-6

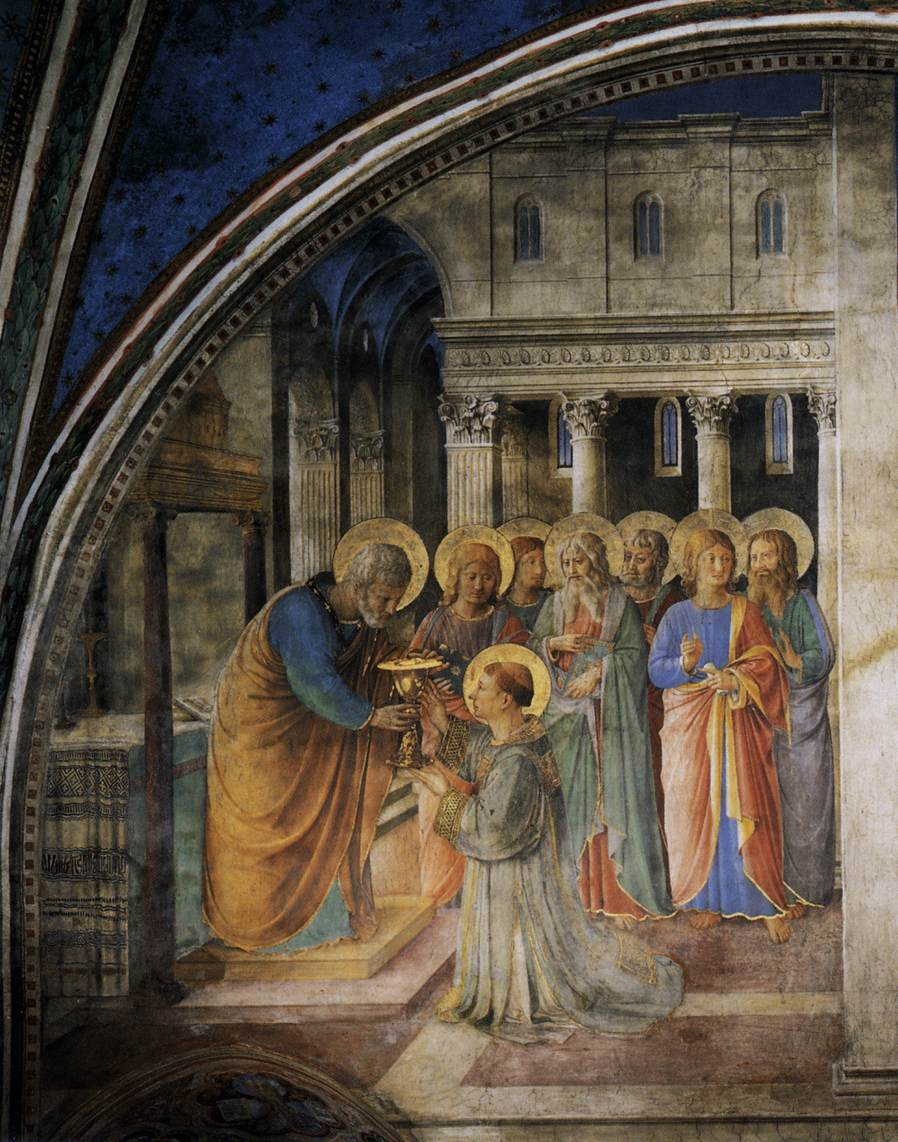
Simón Pedro consagra a Esteban (mártir) como diácono. Fresco de la Capilla Niccolina, Palacios Pontificios, Vaticano. Esteban, el protomártir, se encuentra de rodillas. Detrás y de pie, los otros seis diáconos, entre ellos Prócoro.

Así, Prócoro aparece como integrante de ese selecto grupo que el libro de los Hechos de los Apóstoles denomina «de los Siete» (Hechos 21:8), junto con Esteban, protomártir cristiano (Hechos 7), y de Felipe el Diácono, el predicador en Samaría (Hechos 8:5-8), a quien más tarde se daría el título de «evangelista» (Hechos 21:8) por su trabajo evangelizador.

## Prócoro y el grupo de los «setenta y dos»
Una tradición más tardía lo asoció con el grupo de los setenta y dos discípulos seguidores de Jesús mencionados en el Evangelio de Lucas.

Después de esto, designó el Señor a otros setenta y dos, y los envió de dos en dos delante de sí, a todas las ciudades y sitios donde él había de ir.
Evangelio de Lucas 10:1

Eusebio de Cesarea (siglo IV) solo mencionó los nombres de cinco de los setenta y dos discípulos pero, medio siglo más tarde, Epifanio de Salamina señaló en su escrito Panarion haereses XX que en ese grupo se encontraban incluidos «los Siete» destinados a la atención de las viudas, entre ellos Prócoro. Bruce M. Metzger comenta que, dado que el nombre «Prócoro» proviene del griego, es probable que su origen sea helénico y, por lo tanto, improbable que haya pertenecido al grupo de los setenta y dos seguidores de Jesús, cuyo origen más probable sea palestinense. El nombre de Prócoro es también recogido en la Crónica Pascual (Chronicon Paschale), del siglo VII y de origen bizantino, como parte de una lista de setenta discípulos, en la que ocupa el lugar 66. Listas similares circularon por las Iglesias orientales, y en otros catálogos en griego y latín atribuidos a Ireneo de Lyon, a Hipólito de Roma, a Doroteo (presbítero de Antioquía), etc.

## Prócoro en los escritos apócrifos
Según diferentes escritos apócrifos, Prócoro habría sido asistente de Juan el Apóstol en su destierro en la isla de Patmos, y como tal es representado a partir del siglo X por los bizantinos. Se habría desempeñado como obispo de Nicomedia, en Bitinia, para finalmente sufrir el martirio por la fe en Jesucristo en Antioquía.

## Celebraciones y Recordatorios
La Iglesia ortodoxa celebra la festividad de Prócoro el día 28 de julio.
La Iglesia católica apostólica romana recordaba a Prócoro el 9 de abril según el Vetus Martyrologium Romanum de 1856, pero su nombre no se registra en el Misal romano del 17 de enero de 1957.